# Aggrappato ad un albero, in bilico su un precipizio a strapiombo sul mare
Aggrappato ad un albero, in bilico su un precipizio a strapiombo sul mare è un film del 1971 diretto da Serge Korber.
Il protagonista della pellicola è Louis de Funès.

## Trama
Henri Roubier, un imprenditore francese, ed Enrico Mazzini, uno italiano, hanno siglato un accordo che dà loro un drastico controllo delle autostrade europee. Durante un tragitto sulle strade del sud, Roubier prende in auto due giovani autostoppisti, ma una sfortunata sbandata fa finire l'autovettura decappottabile sulla cima di un pino attaccato alla parete di una scogliera a strapiombo sul mare. Da qui in poi, i tre dovranno vedersela con i media, la polizia, i soccorritori, il marito della donna in auto che ostacolerà i soccorsi ed altro ancora.

## Produzione
Le riprese di questo film sono state piuttosto complesse per quel tempo (1971). Il regista Serge Korber ha girato per cinque settimane in location presso le scogliere di Cassis (le più alte d'Europa) e la squadra tecnica ha costruito un finto albero di pino mediterraneo e ci ha appeso un'auto decappottabile, poi ha messo in posizione (dentro la macchina) diversi cascatori, degli alpinisti per scalare la scogliera e filmare la macchina da un elicottero, e importanti attrezzature utilizzate per le scene di soccorso, gli effetti speciali, ecc.
Una gran parte delle riprese si è quindi svolta in studio con gli attori reali. Lo scenografo Rino Mondellini ha ricostruito una parete del dirupo, le fronde ad ombrello del pino e gli effetti dell'acqua con tubi idraulici. L'intero sistema è stato utilizzato anche per creare il movimento dell'automobile ed infine, grazie alla cabina di montaggio, i partecipanti osservavano i movimenti effettuati dagli stuntmen nell'ambiente naturale per imitarli.
Il progetto iniziale si intitolava L'Accident (L'incidente). Yves Montand e Annie Girardot avrebbero dovuto essere gli interpreti principali ma, dopo aver letto la storia, Louis de Funès trovò che era un buon soggetto per commedia e il copione fu completamente riscritto.
Il film ha avuto un moderato successo, per essere un film con Louis de Funès (a quell'epoca campione d'incassi). In Francia ha venduto 1 622 836 biglietti e si è classificato al 19º posto nella graduatoria annuale del box office francese del 1971.. È stata la 6ª e ultima volta che il figlio di de Funès, Olivier, ha recitato col padre prima di lasciare il cinema e diventare un pilota di linea dell'Air France.

## Critica
Un film che sembra scritto esclusivamente per Louis de Funès - anzi, sarebbe difficile immaginare un altro attore che interpretasse il suo ruolo in questo film - Aggrappato ad un albero è la tipica commedia satirica dei primi anni 1970.
Anche se ci sono diversi momenti intensamente divertenti, i limiti dell'impostare una storia in un'auto su un albero sono fin troppo evidenti. Lo sceneggiatore deve aver avuto momenti molto difficili nello scrivere una sceneggiatura imbevuta di umorismo, specie dopo la prima mezz'ora.
Tuttavia, dopo una breve tregua di inerzia verso la metà, il film riesce a riprendersi con una satira divertente degli atteggiamenti della polizia francese e dei mass media nell'affrontare questo tipo di situazione. I paparazzi della televisione arrivano in massa, riprendendo il salvataggio con l'entusiasmo artificiale di un game show dal vivo. "Nel frattempo, il marito geloso della donna bloccata in macchina assieme a de Funés, fa tutto il possibile per contrastare il tentativo di salvataggio, mentre la polizia temporeggia convinta che non c'è nulla da fare... Quarant'anni dopo e la satira è ancora azzeccata. Plus ça change, plus c'est la même chose..."
Stranamente, la parte migliore di questo film sono i titoli di testa, dove un Louis de Funès in cartone animato svolge buffonate indicibili mentre scorrono i nomi di cast e produzione. "Si passano i primi dieci minuti del film chiedendosi che psicofarmaci abbia ingerito il disegnatore..."